# Antilles néerlandaises aux Jeux olympiques d'hiver de 1992
 (novembre 2023).
Si vous disposez d'ouvrages ou d'articles de référence ou si vous connaissez des sites web de qualité traitant du thème abordé ici, merci de compléter l'article en donnant les références utiles à sa vérifiabilité et en les liant à la section « Notes et références ».
Les Antilles néerlandaises ont participé aux Jeux olympiques d'hiver de 1992, qui ont lieu à Albertville en France. Ce pays, représenté par deux athlètes, y prend part aux Jeux d'hiver pour la deuxième fois de son histoire.

## Résultats

### Bobsleigh
| Bob   | Athlètes                               | Épreuve     | Manche 1 | Manche 1 | Manche 2 | Manche 2 | Manche 3 | Manche 3 | Manche 4 | Manche 4 | Total   | Total |
| Bob   | Athlètes                               | Épreuve     | Temps    | Rang     | Temps    | Rang     | Temps    | Rang     | Temps    | Rang     | Temps   | Rang  |
| ----- | -------------------------------------- | ----------- | -------- | -------- | -------- | -------- | -------- | -------- | -------- | -------- | ------- | ----- |
| AHO-1 | Bart Carpentier Alting Dudley den Dulk | Deux-hommes | 1:02.97  | 38       | 1:03.26  | 36       | 1:03.40  | 37       | 1:03.46  | 39       | 4:13.09 | 37    |